# 国際標準化機構が定める国際標準一覧 (ISO 7000 から ISO 7999 まで)
ISO 6000 から ISO 6999 まで - 国際標準化機構が定める国際標準一覧 - ISO 8000 から ISO 8999 まで
- ISO 7000 機器に用いる図記号 - 索引及び摘要
- ISO 7001 図記号 - 一般案内用図記号
- ISO 7002 農業食産物 - ロットからの試料採取の標準的方法のレイアウト
- ISO/TR 7003 金属の呼称の統一書式
- ISO 7004 写真-工業用放射線フィルム - X線及びガンマー線照射に対するISOスピード、平均階調度及び階調度G2及びG4の求め方
- ISO 7005 金属フランジ
- ISO 7006 木工機械 - 円形のこ歯を受け取るスピンドルの直径
- ISO 7007 木工機械 - テーブル帯のこ機 - 名称集及び受入れ条件
- ISO 7008 木工機械 - 移動テーブルが付いた又は付かない単歯円形ソーベンチ - 名称集及び受入れ条件
- ISO 7009 木工機械 - 単軸造型機 - 名称集及び受入れ条件
- ISO 7010 図記号 - 安全色及び安全標識 - 職場及び公共の場所で用いる安全標識
- ISO 7023 包装 - 袋 - 試験用空袋の採取方法
- ISO/TS 7024 地上排水 - 建築物内の土砂及び廃棄物排出(低・高温)のためのプラスチック配管システム - 熱可塑性プラスチック - 据付けのための推奨手順及び技術
- ISO 7026 ディーゼル機関 - ピントルノズルサイズS、タイプB用のねじ込み式噴射ノズルホルダタイプ20、21、21.1及び27
- ISO 7027 水質 - 濁度の測定
- ISO 7029 音響学 - 年齢関数としての聴力閾値の統計分布
- ISO 7030 路上走行車 - ねじ取付噴射ノズルホルダタイプ12、13、14、15、16、17、18及び19
- ISO 7033 コンクリート用細骨材・粗骨材 - 密度及び吸水率の測定方法 - ピクノメータ法
- ISO 7040 プリベリングトルク形六角ナット(非金属インサート付き)、スタイル1 - 強度区分5、8及び10
- ISO 7041 プリベリングトルク形六角ナット(非金属インサート付き)、スタイル2 - 強度区分9及び12
- ISO 7042 プリベリングトルク形全金属製六角ナット、スタイル2 - 強度区分5、8、10及び12
- ISO 7043 プリベリングトルク形フランジ付き六角ナット(非金属インサート付き) - 部品等級A及びB
- ISO 7044 プリベリングトルク形全金属製フランジ付き六角ナット - 部品等級A及びB
- ISO 7045 H形又はZ形十字穴付きなべねじ - 部品等級A
- ISO 7046 H形又はZ形十字穴付き皿小ねじ(並頭スタイル) - 部品等級A
- ISO 7047 H形又はZ形十字穴付き丸皿小ねじ(並頭スタイル) - 部品等級A
- ISO 7048 十字穴付きチーズ小ねじ
- ISO 7049 十字穴付きなべタッピンねじ
- ISO 7050 十字穴付き(平)皿タッピンねじ(並頭スタイル)
- ISO 7051 十字穴付き丸皿(オーバル)タッピンねじ
- ISO 7053 つば付き六角タッピンねじ
- ISO 7056 プラスチック試験室備品 - ビーカ
- ISO 7057 プラスチック試験室備品 - フィルタ漏斗
- ISO 7059 工業用のカプロラクタム - 290 nmの波長における吸光度の測定
- ISO/IEC 7064 情報技術 - セキュリティ技術 - 検査文字システム
- ISO 7088 魚 - あら引き - 用語集
- ISO 7090 平座金、面取り付き - 並形シリーズ - 部品等級A
- ISO 7091 平座金 - 並形シリーズ - 部品等級C
- ISO 7092 平座金 - 小形シリーズ - 部品等級A
- ISO 7093 平座金 - 大形シリーズ
- ISO 7094 平座金 - 特大形シリーズ - 部品等級C
- ISO 7096 土工機械 - 運転席振動の台上評価試験
- ISO 7097 核燃料技術 - 溶液、六フッ化ウラニウム及び固体中のウランの定量
- ISO 7098 情報及びドキュメンテーション - 中国語のローマ字化
- ISO 7103 工業用の液化無水アンモニア - 試料サンプリング - 試験室試料の採取
- ISO 7105 工業用の液化無水アンモニア - 水分の定量 - カールフィッシャー
- ISO 7106 工業用の液化無水アンモニア - 油分の定量 - 重量及び赤外分光法
- ISO 7108 工業用のアンモニア溶液 - アンモニアの定量 - 滴定法
- ISO 7109 工業用のアンモニア溶液 - 105℃での蒸発後の残留物の測定 - 重量法
- ISO 7112 林業機械 - 可搬式ブラシカッタ及び草刈り機 - 用語集
- ISO 7113 可搬式ハンドヘルド林業機械 - ブラシカッタ用の刃 - 個体金属刃
- ISO 7114 家庭用ミシン - 分類番号
- ISO 7116 モペット - 最高速度を求めるための測定方法
- ISO 7117 オートバイ - 最高速度を求めるための測定方法
- ISO 7119 ばら荷用の連続機械処理装置 - スクリューコンベア - 駆動力の設計規則
- ISO 7131 土工機械 - ローダ - 用語及び仕様項目
- ISO 7135 土工機械 - 油圧ショベル - 用語及び仕様項目[1]
- ISO 7140 クロスカントリースキー - 動的性能の求め方 - 室内測定方法
- ISO 7154 ドキュメンテーション - 文献ファイリング原則
- ISO 7169 宇宙航行体 - 流体システム用分離可能チューブフィッティング、24°コーン、圧力3000 psi又は21000 kPa未満 - 調達仕様、インチ/メートル
- ISO 7173 家具 - いす及びスツール - 強度及び耐久性の求め方
- ISO 7176 車いす
- ISO 7181 空気圧流体動力 - シリンダ - 口径とロッド面積比
- ISO 7185 情報技術 - プログラミング言語 - パスカル
- ISO 7190 連続機械式荷役機器 - バケットエレベータ - 分類
- ISO 7194 暗きょ内の流体流の測定 - 流速計又はピトー静圧管による円形ダクト内の渦巻き流又は非対称流条件下における流量測定の速度面積法
- ISO 7198 心臓血管インプラント - 管状血管人工器官
- ISO 7199 心臓血管インプラント及び人工臓器 - 血液 - ガス交換器(酸素発生器)
- ISO 7200 技術製品文書 - 表題欄のデータフィールド及び文書見出し
- ISO 7201 防火 - 消火剤 - ハロゲン化炭化水素
- ISO 7202 防火 - 消火剤 - 粉体
- ISO 7207 外科用インプラント - 人工骨頭及び全人工膝関節
- ISO 7208 スキムミルク、乳しょう及びバターミルク - 脂肪の定量 - 重量法(参照方法)
- ISO 7211 繊維 - 織布 - 構造 - 分析方法
- ISO 7220 情報及びドキュメンテーション - 規格カタログの体裁
- ISO 7224 ブドウ栽培及びワイン製造用の機器 - マッシュポンプ - 試験方法
- ISO 7226 六角形ダイナット
- ISO 7231 軟質セルラー材料  -  定圧力下におけるエアー流通量の測定
- ISO 7238 バター - 血清のpH定量 - 電位差計法
- ISO/TR 7239 案内用図記号の制作及び適用
- ISO 7240 火災感知及び警報システム
- ISO 7243 暑熱環境 - WBGT指数(湿球黒球温度)指数に基づく作業者の熱ストレス評価
- ISO 7263 段ボール中しん - 実験用型付け後の平面圧縮強さ試験方法
- ISO 7270 ゴム - ガスクロマトグラフィ法による分析
- ISO 7278 液体炭化水素 - 動的測定 - 容積計の実証システム
- ISO 7294 木材加工鋸の鋸歯 - プロフィール形状 - 用語及び名称
- ISO 7301 米 - 仕様
- ISO 7304 デュラム小麦セモリナ及びめん類 - 官能試験によるスパゲッティの調理品質の推定
- ISO 7305 精製シリアル製品 - 脂肪定量
- ISO 7308 路上走行車 - 蓄積エネルギー油圧ブレーキのための石油系ブレーキ油
- ISO 7309 路上走行車 - 油圧ブレーキシステム - ISO基準の石油系流体
- ISO 7310 ディーゼルエンジン - 水平フランジを持つスピンオン燃料フィルタ用ヘッド - 取付及び連結寸法
- ISO 7311 ディーゼルエンジン - 縦フランジ付き燃料フィルタヘッド - 取付及び連結寸法
- ISO 7313 航空機 - ポリテトラフルオロエチレン(PTFE)の高温渦巻き形ホースアセンブリ
- ISO 7314 宇宙航行体 - 燃料システム - ホースアセンブリ、金属
- ISO 7315 宇宙航行体 - 流体システム用 P クランプ(ループクランプ) - エンベロープ寸法
- ISO 7319 宇宙航行体 - 流体システム - 24°コーンメートル系カプリングのインタフェース
- ISO 7320 宇宙航行体 - 流体システム用ねじ付き及びシール付きカプリング - 寸法
- ISO 7322 複合コルク - 試験方法
- ISO 7323 原料ゴム及び未加硫ゴムコンパウンド - 可塑度及び回復率の求め方 - 平行板法
- ISO 7326 ゴム及びプラスチックホース - 静的条件下における耐オゾン性の評価
- ISO 7327 プラスチック - エポキシド樹脂用硬化剤及び促進剤 - 無水酸における自由酸の定量
- ISO 7328 ミルクをベースとする食用アイス及びアイスミックス - 脂肪の定量 - 重量法(参照方法)
- ISO 7331 アルペンスキー用スキーストック - 要求事項及び試験方法
- ISO 7332 宇宙航行体 - アンカーナット、自動ロック式、フローティング、ラグ二個、縮小シリーズ、皿穴付き、MJねじ付き、分類：1100 Mpa(周囲温度で)/235℃、1100 Mpa(周囲温度で)/315℃及び1100 Mpa(周囲温度で)425℃ - 寸法
- ISO 7346 水質 - 淡水魚[brachydanio rerio hamilton-buchanan (teleostei, cyprinidae)]に対する化学物質の急性毒性の測定
- ISO 7348 ガラス容器 - 製造 - 用語
- ISO/IEC 7350 情報技術 - ISO/IEC 10367からのグラフィック文字のレパートリの登録
- ISO 7363 クレーン及び吊り上げ器具 - 技術特性及び合格文書
- ISO 7364 造船及び海洋構造物 - デッキ機械類 - 居住ラダーウインチ
- ISO 7368 作動油力 - 二孔スリップインカートリッジ弁 - キャビティ
- ISO 7369 配管 - 金属ホース及びホースアセンブリ - 用語
- ISO 7372 取引データ交換 - 取引データ要素ディレクトリ
- ISO 7375 路上走行車 - 自動車と牽引車との間の空気圧ブレーキ連結用コイル式管アセンブリ
- ISO 7380 六角穴付きボタンヘッドボルト
- ISO 7387 PVC-U管要素組立用溶剤付き接着剤 - 特性化
- ISO 7399 オートバイ - 交流点滅方向指示器装置
- ISO 7403 宇宙航行体 - スプラインドライブ - レンチング形態 - メートル系
- ISO 7407 肥料 - 酸溶性タンパク質の定量 - 試験溶液の作成
- ISO 7425 作動油力 - エラストマー充電、プラスチック面シール用ハウジング - 寸法及び許容差 - 第2部：ロッドシールハウジング
- ISO 7458 ガラス容器 - 内圧抵抗 - 試験方法
- ISO 7459 ガラス容器 - 耐熱衝撃及び熱衝撃耐性 - 試験方法
- ISO/TR 7470 高圧ガス容器の二次側 - 標準化される又は使用中の設備のリスト
- ISO 7475 機械振動 - 釣合い試験機 - 測定ステーションのエンクロージャ及びその他の安全措置
- ISO 7476 核燃料技術 - 原子炉級硝酸ウラン溶液中のウランの定量ー重量分析法
- ISO 7478 情報処理システム - データ通信 - マルチリンク手順
- ISO/IEC 7480 情報技術 - システム間の電気通信及び情報交換 - DTE/DCEインタフェースにおける開始 - 停止送信信号品質
- ISO 7482 生山羊皮
- ISO/IEC 7487 情報技術 - 両面で7,958 ftprad、1.9 tpmm(48 tpi)の変形周波数変調記録を使用する130 mm(5.25インチ)フレキシブルディスクカートリッジ上のデータ交換 - ISOタイプ202
- ISO 7492 歯科用エクスプローラ
- ISO 7494 歯科 - 歯科用ユニット
- ISO 7498 情報処理システム - オープンシステム相互接続 - 基本参照モデル
- ISO 7500 金属材料 - 静的単軸試験機の検定
- ISO/IEC 7501 識別カード - 機械可読旅行証明書
- ISO 7506 繊維機械及び附属品 - ジャカード織機の引き込み用ハーネスのナンバリング
- ISO 7507 石油及び石油製品 - 直立円筒状タンクの校正
- ISO 7510 プラスチック配管系 - ガラス補強熱硬化プラスチック(GRP)管 - 重力測定法を使った成分量の定量
- ISO 7511 プラスチック配管系 - ガラス補強熱硬化プラスチック(GRP)管 - 短期内圧を受けたとき壁に漏れが生じないことを実証する試験方法
- ISO 7514 固形状インスタントティー - 全灰の定量
- ISO 7525 金属ニッケル - 硫黄の定量 - 硫化水素発生メチレンブルー吸光光度法
- ISO 7528 ニッケル合金 - 鉄の定量方法 - 二クロム酸カリウム滴定法
- ISO 7529 ニッケル合金のクロム定量方法 - 硫酸アンモニウム鉄(Ⅱ)電位差滴定法
- ISO 7531 汎用ワイヤロープスリング - 特性及び仕様
- ISO 7539 金属及び合金の腐食 - 応力腐食試験
- ISO 7541 粉パプリカ - 全自然着色物の定量
- ISO 7545 造船及び海洋構造物 - 内陸航行 - 押し引き船用シングルロック自動カプリング
- ISO 7558 果物及び野菜の事前包装の手引
- ISO 7562 ジャガイモ - 人工換気倉庫での貯蔵の指針
- ISO 7563 新鮮果物及び野菜 - 用語
- ISO 7578 路上走行車 - シース式グロープラグ - 一般要求事項及び試験方法
- ISO 7579 染料 - 有機溶剤への溶解度の測定 - 質量法及び透過反射率法
- ISO 7583 アルミニウム及び同合金の陽極酸化 - 用語
- ISO 7586 バター - 水分散値の求め方
- ISO 7587 電気すず-鉛合金めっき - 規格と試験法
- ISO 7588 路上走行車 - 電気/電子式開閉器
- ISO 7616 硬質発泡プラスチック - 指定荷重及び温度条件下での圧縮クリープの求め方
- ISO 7628 路上走行車 - エアブレーキシステムで使用する熱可塑性樹脂チュービング
- ISO 7629 路上走行車 - ブレーキライニング - ディスクブレーキパッド - 試験後の表面及び材料傷の評価
- ISO 7630 路上走行車 - 石油系油圧ブレーキ油(最高使用温度120℃)を使う油圧ドラムブレーキ車輪シリンダ用エラストマーOリング
- ISO 7631 路上走行車 - 石油系油圧ブレーキ油(最高使用温度120℃)を使う油圧ブレーキシステム用シリンダのエラストマーカップ及びシール
- ISO 7632 石油系油圧ブレーキ油(最高使用温度120℃)を使う油圧ディスクブレーキシリンダ用エラストマーシール
- ISO 7633 石油系油圧ブレーキ油(最高使用温度120℃)を使う油圧ブレーキ車輪シリンダ用エラストマーブーツ
- ISO 7634 路上走行車 - 電子ブレーキ制御機能をもつ被牽引を含む被牽引車の圧縮エアブレーキシステム - 試験手順
- ISO 7635 路上走行車 - 電子制御機能付きブレーキを含む自動車用のエア及びエア/油圧ブレーキシステム - 試験手順
- ISO 7637 路上走行車 - 伝導及び結合による電気的妨害
- ISO 7641 路上走行車 - キャラバン及び軽トレーラ - ドローバの機械強度の計算
- ISO 7642 キャラバン及び軽トレーラ - オーバーランブレーキを装備するカテゴリ01及び02のトレーラ - ブレーキの慣性力ベンチテスト方法
- ISO 7643 キャラバン及び軽トレーラ - オーバーランブレーキを装備するカテゴリ01及び02のトレーラ - ブレーキコントロールの線形ベンチテスト方法
- ISO 7646 商用車及びバス - ギアケースフランジ - タイプ A
- ISO 7647 商用車及びバス - ギアケースフランジ - タイプ S
- ISO 7648 往復動内燃機関用フライホイールハウジング - 呼び寸法及び許容差
- ISO 7649 往復動内燃機関用クラッチハウジング - 呼び寸法及び許容差
- ISO 7654 路上走行車 - ディーゼルエンジン用スピンオン燃料フィルタ - 取付及び接続寸法
- ISO 7682 建物内の土砂及び廃棄物排出(低温及び高温)のためのプラスチック配管システム - アクリロニトリル-ブタジエン-スチレン(ABS)
- ISO 7684 プラスチック配管システム - ガラス強化熱硬化プラスチック(GRP)管 - 乾燥状態でのクリープ係数の求め方
- ISO 7685 プラスチック配管システム - ガラス強化熱硬化プラスチック(GRP)管 - 初期リング比剛性の求め方
- ISO 7686 プラスチック管及び管継手 - 不透過率の測定
- ISO 7689 宇宙航行体 - 強度等級1100 MPa、合金鋼製MJ ねじ付きボルト - 調達仕様書
- ISO 7700 食品 - 使用中の湿度計の性能の確認
- ISO 7701 乾燥リンゴ - 仕様及び試験方法
- ISO 7702 乾燥なし - 仕様及び試験方法
- ISO 7703 乾燥桃 - 仕様及び試験方法
- ISO 7704 水質 - 微生物分析用メンブレンフィルタの評価
- ISO/TR 7705 鋼仕様にシャルピーVノッチ衝撃規定を指定するための指針
- ISO 7711 歯科回転器具 - ダイアモンド器具
- ISO 7726 温熱環境の人間工学 - 熱環境物理量測定のための機器と方法
- ISO 7730 熱環境の人間工学 - PMV及びPPD指標の計算及び局所快適温熱基準による快適温熱の分析的測定及び解釈
- ISO 7731 人間工学 - 公共の場所及び職場の危険信号 - 聴覚危険信号
- ISO 7736 路上走行車 - フロント取付用カーラジオ - 接続を含む取付場所
- ISO 7737 建築物の交差 - 寸法精度データの提示
- ISO 7738 ねじ及びナット用組み立て工具 - コンビネーションレンチ - 頭部の最小長さ及び厚さ
- ISO 7739 映画 - 16 mm映画プリントへの二トラック写真録音 - 位置及び幅寸法
- ISO 7741 外科器具 - はさみ及びシャー - 一般要求事項及び試験方法
- ISO 7747 路上走行車 - フルフローオイルフィルタのフィルタエレメント - 寸法
- ISO 7750 路上走行車 - 商用車エアフィルタエレメント - 寸法
- ISO 7751 ゴム、樹脂ホース、ホースアセンブリ - 破裂圧力と試験圧力の設計圧力比
- ISO 7752 クレーン - 制御レイアウト及び特性
- ISO 7753 原子力 - 臨界検出警報システムの性能と試験に関する要求事項
- ISO 7755 超硬バリ
- ISO 7759 アルミニウム及びその合金の陽極酸化 - ゴニオフォトメータ又は簡易ゴニオフォトメータを用いる反射率の測定
- ISO 7761 マイクログラフィックス - 16 mm処理済みマイクロフィルム用の単心カートリッジ - 寸法及び使用上の制限
- ISO 7764 鉄鉱石 - 化学分析用予乾燥サンプルの作成
- ISO 7768 繊維 - 洗濯後の繊維の滑らかさ外観を評価する試験方法
- ISO 7773 マグネシウム合金 - 丸棒及び管 - 寸法許容差
- ISO/IEC 7776 情報技術 - システム間の電気通信及び情報交換 - ハイレベルデータリンク制御手順 - X.25 LAPB対応DTEデータリンク手順の説明
- ISO 7780 ゴム及びゴムラテックス - マンガン分の求め方 - ナトリウムフォトメトリックによる方法
- ISO 7781 顔料及び体質顔料 - 分散特性の評価方法
- ISO 7784 塗料及びワニス - 耐摩耗性の測定
- ISO 7789 油圧動力 - 2、3及び4ポートねじ込みカートリッジ弁 - キャビティ
- ISO 7799 金属材料 - 厚さ3 mm以下の薄板 - 繰返し曲げ試験
- ISO 7800 金属材料 - ワイヤ--ねじり試験
- ISO/IEC 7810 識別カード - 物理的特性
- ISO/IEC 7811 識別カード - 記録技術
- ISO/IEC 7812 識別カード - 発行者の識別
- ISO/IEC 7813 識別カード - 金融取引カード
- ISO/IEC 7816 識別カード - ICカード
- ISO/TS 7821 タバコ及びタバコ製品 - 試験方法の評価のための共同研究に関する同一ロットからの同一サンプルの作成及び構成
- ISO 7831 映画 - 35 mm撮影サウンド再生のためのA-チェーン周波数応答 - 再生特性
- ISO 7840 小型船舶 - 耐火燃料ホース
- ISO 7841 自動蒸気トラップ - 蒸気損失の求め方 - 試験方法
- ISO 7842 自動蒸気トラップ - 吐出し能力の求め方 - 試験方法
- ISO 7844 連結棒及び大形補強コンクリートパネル間コンクリート充填をもつ溝付き縦継手 - 室内機械試験 - 接線方向荷重の影響
- ISO 7845 耐力壁とコンクリート床との間の水平継手 - 室内機械試験 - 垂直荷重及び床が伝えるモーメントの影響
- ISO 7847 動物油脂 - cis、cis1,4-ジエン構造のポリ未飽和脂肪酸の定量
- ISO/TS 7849 音響学 - 振動計測を使用する機械によって放出される空気音の音響パワーレベルの測定
- ISO 7864 使い捨て無菌皮下注射針
- ISO 7870 管理図
- ISO 7876 燃料噴射機器 - 用語
- ISO/TR 7882 路上走行車 - ブレーキライニング - ガード付ホットプレート装置による熱伝導率の測定
- ISO 7890 水質 - 硝酸塩の定量
- ISO 7892 垂直建物要素 - 衝撃強さ試験 - 衝撃体及び一般試験手順
- ISO 7899 水質 - 表層水及び廃水の腸内腸球菌の検出と計数
- ISO 7900 柵用鋼線及び鋼線製品 - 亜鉛及び亜鉛合金塗装有刺鋼線
- ISO 7902 定常条件下での流体力学的平ジャーナル軸受 - 円柱軸受
- ISO 7907 イナゴ豆 - 仕様
- ISO 7911 殻無し松かさ - 仕様
- ISO 7915 林業用機械 - ポータブルチェンソー - ハンドル強度の求め方
- ISO 7922 リーキ - 低温貯蔵及び冷凍輸送の手引
- ISO 7926 脱水テラゴン((Artemisia dracunculus Linnaeus) - 仕様
- ISO 7931 抵抗溶接機用絶縁キャップ及びブッシュ
- ISO 7932 食品及び動物飼料の微生物学 - 推定Bacillus cereusの計数のた水平法 - 30℃でのコロニー計数法
- ISO 7933 熱環境の人間工学 - 必要発汗率の計算による熱ストレス解析
- ISO 7934 固定発生源 - 二酸化硫黄質量濃度の定量方法 - 過酸化水素/過塩素酸バリウム/トリン法
- ISO 7937 食品及び家畜飼料の微生物学 - Clostridium perfringens 計数の水平方法 - コロニー-計数手法
- ISO/IEC 7942 情報技術 - コンピュータグラフィックス及び画像処理 - グラフィックス中核系(GKS)
- ISO 7944 光学及び光学機器 - 基準波長
- ISO 7950 木工機械 - シングルチェーンほぞ穴盤 - 名称及び検収条件
- ISO 7958 木工機械 - 固形木材及びパネル縦びき用のこ軸移動一枚のこ身まるのこ盤 - 名称及び容認条件
- ISO 7959 木工機械 - 両縁びき精密丸のこ盤 - 名称及び容認条件
- ISO 7965 包装 - 袋 - 落下試験
- ISO 7967 往復動内燃機関 - 部品及びシステムの用語
- ISO 7970 小麦(Triticum aestivum L.) - 仕様
- ISO 7973 シリアル及び精製シリアル製品 - 小麦粉粘性の求め方 - アミログラフを使用する方法
- ISO 7976 建築物の公差 - 建物及び建築製品の測定方法
- ISO 7989 鋼線及びワイヤ製品 - 鋼線への非鉄金属被覆
- ISO 7998 眼光学 - スペクタクルフレーム - 同等用語のリスト及び用語集